# Étienne Sakr
Étienne César Sakr o también escrito "Saqr" (en árabe: إتيان قيصر صقر), también conocido como Abu Arz (أبو أرز; Padre de los Cedros o Padre del Cedro) es un político nacionalista libanés nacido el 26 de diciembre de 1937, líder y fundador de la organización paramilitar y partido político conocido como los Guardianes de los Cedros (حراس الأرز, Ḥurrās al-ʿArz). Étienne Sakr y los Guardianes de los Cedros participaron durante toda la guerra civil libanesa, luchando contra las milicias palestinas (como la OLP), sus aliados musulmanes y drusos de izquierda y el ejército sirio.

## Primeros años
Étienne Sakr es hijo de una familia maronita, nació en 1937 en Ain Ebel, Sur del Líbano. Era uno de once hijos, de los cuales ocho eran hombres y tres mujeres. Su padre, César Sakr, era el director de una escuela. Fue educado en escuelas francesas de Beirut y Trípoli. Su padre falleció en 1944 debido a una infección de hígado cuando Étienne tenía siete años, lo que dejó a la familia sin recursos económicos suficientes, causando que Étienne abandonase la escuela.

## Carrera política
Cuando Étienne Sakr cumplió diecisiete años, en 1954, se unió al servicio de inteligencia del Líbano, la Sûreté générale (Dirección de Seguridad General). Luchó contra las fuerzas panárabes en la Crisis del Líbano de 1958 en apoyo al presidente Camille Chamoun. Trabajó en la frontera con Siria y en el palacio presidencial de Baabda. Durante la presidencia de Fuad Chehab, nota la fragilidad del gobierno libanés tras el golpe de Estado fallido de 1961, planeado por el Partido Social Nacionalista Sirio (PSNS).

### Creación del Partido de Renovación Libanés
En 1969, Étienne Sakr deja la Dirección de Seguridad, crea una compañía de seguros y pronto se une a círculos nacionalistas, teniendo una amistad con el poeta Said Akl. Ese mismo año, es firmado el Acuerdo de El Cairo bajo presión de Gamal Abdel Nasser, en donde el gobierno y las Fuerzas Armadas del Líbano permiten y regulan la presencia de la Organización para la Liberación de Palestina (OLP) en el Sur del Líbano. En oposición a esto, ambos fundan el Partido de Renovación Libanés en 1972.

### Guardianes de los Cedros
En 1974, la organización compra armas obsoletas y munición Baalbek-Hermel, estableciendo campos de entrenamiento, y reclutando estudiantes universitarios. La milicia se establece formalmente durante el inicio de la guerra civil libanesa, en abril de 1975, como los Guardianes de los Cedros, iniciando con 500 miembros divididos en pequeñas células conformadas por intelectuales y profesionales. Esta organización fue de las fundadoras de la coalición cristiana del Frente Libanés. Tras la desintegración del ejército libanés en 1976, los Guardianes de los Cedros adquieren entre 3,000 a 6,000 miembros y armas modernas. Participan en batallas contra la OLP y la coalición del Movimiento Nacional Libanés. Tuvo lazos cercanos y apoyo de Israel.

### Arresto
En 1988, Sakr apoyó a la "Guerra de Liberación" contra Siria del general Michel Aoun, y también al Ejército del Sur del Líbano aliado con Israel. En el marco de la Guerra de Liberación, el ejército lanzó una ofensiva contra las Fuerzas Libanesas (conocida como "Guerra de Eliminación").  Al apoyar al general Aoun, sus antiguos aliados de las Fuerzas Libanesas, ahora bajo Samir Geagea, lo capturaron en Jezzine en enero de 1990, obligándolo a estar en arresto domiciliario. En abril, Geagea lo libraría si este dejaba al Líbano. El mismo año, los Guardianes de los Cedros fueron prohibidos en el país.

### Exilio
Sakr escapa a Jezzine, controlado por Israel, donde estableció sus nuevos cuarteles y le pidió a sus combatientes restantes que se unieran al Ejército del Sur del Líbano (milicia pro-israelí), apoyando a dicho bando contra Hezbolá. 
Cuando las Fuerzas de Defensa de Israel se retiraron del Líbano en el 2000, Étienne Sakr dejó el Líbano para ir a Tel Aviv, en Israel. Unos pocos días más tarde, dio un discurso frente al Knéset contra la retirada, diciendo que Israel había "convertido a Hezbolá en héroes". Poco tiempo más tarde, se trasladó a Chipre. Fue condenado a muerte in absentia ante un tribunal libanés, conmutada a 15 años de prisión y sus derechos como libanés eliminados, acusado de colaboración con Israel y traición, resaltando que la ley libanesa trata a aquel país como un "estado enemigo". Étienne Sakr permanece exiliado en Chipre, actualmente reside en Nicosia.

## Vida personal
Tiene una esposa, Alexandra. Con ella tuvo dos hijas, ambas muy famosas cantantes en el Líbano, Pascale Sakr y Karol Sakr. También tiene un hijo, Arz.